# Лејкланд (Њујорк)
Лејкланд (енгл. Lakeland) насељено је место без административног статуса у америчкој савезној држави Њујорк.

## Демографија
По попису из 2010. године број становника је 2.786, што је 66 (-2,3%) становника мање него 2000. године.
| Група             | 2000.         | 2010.         |
| Белци             | 2.778 (97,4%) | 2.693 (96,7%) |
| Афроамериканци    | 6 (0,2%)      | 10 (0,4%)     |
| Азијати           | 17 (0,6%)     | 8 (0,3%)      |
| Хиспаноамериканци | 28 (1,0%)     | 37 (1,3%)     |
| Укупно            | 2.852         | 2.786         |